# Switzérite
La switzérite ou switzerite est un minéral de formule chimique (Mn)3(PO4)2·7H2O. Le minéral doit son nom à George Switzer (1915 - 2008), ancien conservateur des minéraux au Musée national des États-Unis. Le minéral est prismatique monoclinique, ce qui signifie qu’il possède un plan miroir, un axe de rotation double perpendiculaire au plan miroir et un centre de symétrie. De dureté faible (2 sur l'échelle de Mohs), la switzérite fait partie du groupe spatial monoclinique P21/a. De par ses propriétés optiques, elle est classée comme anisotrope, présente un faible relief de surface et une biréfringence de δ = 0,020. Elle fait partie du groupe des ludlamites, avec la métaswitzérite, la ludlamite et la sterlinghillite, avec qui elle est pour chacune isostructurelle.

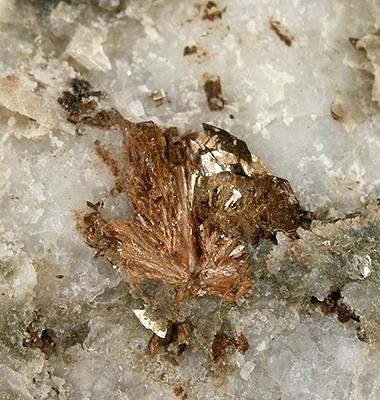
Cristaux de métaswitzerite pointus et dorés jusqu'à 7 mm.

La swizerite a été découverte dans les années 1960 dans la mine Foote Lithium Co. à Kings Mountain, en Caroline du nord, dans une pegmatite granitique et demeure un minéral relativement rare que l'on trouve dans quelques localités d'Europe, d'Amérique du Nord et d'Australie. La base de données minéralogiques Mindat.org recense 29 gisements. Elle se trouve dans les mines de phosphate, avec d’autres minéraux phosphatés, ne possède pas une grande importance en raison de sa rareté et de sa petite taille et se trouve en association avec d'autres minéraux phosphatés, comme la scholzite et la vivianite dans sa localité type. Instable, elle se déshydrate immédiatement en métaswitzérite qui ne contient que 4 molécules d'eau par unité de formule. L'importance de la switzérite est donc qu'elle est utilisée, avec les autres minéraux phosphatés, à des fins agricoles.